# Juncus persicus
Juncus persicus là một loài thực vật có hoa trong họ Juncaceae. Loài này được Boiss. mô tả khoa học đầu tiên năm 1846.